# Luc Pillot
Luc Camille Fernand Pillot (* 10. Juli 1959 in Bar-sur-Seine) ist ein ehemaliger französischer Segler.

## Erfolge
Luc Pillot nahm an den Olympischen Spielen 1984 in Los Angeles und 1988 in Seoul in der 470er Jolle mit Thierry Peponnet teil. Mit 49,4 Punkten erreichten die beiden 1984 den dritten Platz hinter dem spanischen und dem US-amerikanischen Boot, womit sie die Bronzemedaille gewannen. Vier Jahre darauf beendeten sie die Regatta mit 34,7 Punkten auf dem ersten Platz des Teilnehmerfeldes und wurden somit Olympiasieger vor Tõnu und Toomas Tõniste sowie Charles McKee und John Shadden. Bereits 1985 wurden Pillot und Peponnet in Carrara Vizeweltmeister, ehe ihnen im Jahr darauf in Salou der Titelgewinn gelang. 1986 und 1988 wurden sie Europameister.
Beim Louis Vuitton Cup 2003 war Pillot Skipper des Teams Le Defi Areva.